# Aethionema stenopterum
Aethionema stenopterum är en korsblommig växtart som beskrevs av Pierre Edmond Boissier. Aethionema stenopterum ingår i släktet Aethionema och familjen korsblommiga växter. Inga underarter finns listade i Catalogue of Life.